# خسوس مالورده
خسوس مالورده (به اسپانیایی: Jesús Malverde، به معنای عیسی بی‌تجربه، نام هنگام تولد: خسوس خوآرز ماتزو کامپوس، ۲۴ دسامبر ۱۸۷۰ – ۳ مه ۱۹۰۹) راهزنی مکزیکی و قهرمان فولکلور در ایالت مکزیکی سینالوآ بود. عموماً از وی با عناوین «راهزن بخشنده» ، «فرشتهٔ فقرا» ، یا «قدیس ساقیان» یاد می‌شود.
او از مردمان مایو بود و میراثی اسپانیایی را به دوش می‌کشید. او چهره‌ای رابین هودمآب داشت که از اغنیاء دزدی می‌کرد و به فقرا می‌داد. برخی در مکزیک و ایالات متحده، خصوصاً میان قاچاقچیان مواد مخدر، او را به عنوان قدیسی محلی ستایش می‌کنند.
وجود مالورده از نظر تاریخی تأیید نشده است.